# Bavovna (internetni meme)
Bavovna (ukrajinsko бавовна, v prevodu »bombaž«) je ukrajinska fraza in internetni »meme«, ki je nastal med rusko invazijo na Ukrajino in se humorno nanaša na eksplozije v Rusiji ter na ozemlju Ukrajine, ki ga okupira Rusija.

## Izvor
Po letu 2010 je ruska vlada ruskim medijem začela naročati, naj vse eksplozije (predvsem plinske) označuje z evfemizmom »hlopok« (хлопо́к), kar v prevodu pomeni »pok«. Hkrati pa je ta beseda enakopisnica ruski besedi za bombaž – »hlopok« (хло́пок), le naglašena na prvem namesto drugem zlogu. V pisni obliki se besedi razlikujeta glede na kontekst.
25. aprila 2022 so med rusko invazijo na Ukrajino odjeknile eksplozije v vojaški bazi in skladišču nafte v ruskem mestu Brjansk. Skladno z navodili ruske vlade so ruski mediji poročali o poku oz. »hlopoku«. Med strojnim prevajanjem poročil v ukrajinščino se je ta beseda prevedla kot bombaž »bavovna« (бавовна). V ukrajinščini ima ta beseda samo en možen pomen.
Ukrajinski uporabniki socialnega omrežja Twitter so začeli vse eksplozije na ozemlju Rusije oz. ozemlju Ukrajine, ki ga Rusija okupira, označevati za »bavovne«, s čimer so se norčevali iz ruske cenzure medijev ter iz ruskega nerazumevanja ukrajinščine, ki vodi v napačne prevode. Izraz »bavovna« je uporabilo tudi uradno vladno ter vojaško osebje Ukrajine. Besedo z enakim pomenom in zapisom ter nekoliko drugačno izgovorjavo [bɐˈvovnə] uporabljajo tudi rusko govoreči Ukrajinci.

## V popularni kulturi
Poleti 2022 je bila v Kijevu ustanovljena punk rock skupina z imenom »100% Bavovna«. Skupina izvaja pesmi, povezane z rusko-ukrajinsko vojno. Skladbi z naslovom »Bavovna« sta posneli tudi zasedbi GrozovSka Band in Jalsomino.
Po izpadu električne energije v Kijevu, ki so ga povzročili ruski napadi na ukrajinsko infrastrukturo, je Melinda Simmons, britanska veleposlanica v Ukrajini, na družbenih omrežjih objavila fotografijo vejice bombaža in napis »Brez tebe«, ki so ga ukrajinski mediji interpretirali kot sklicevanje na »bavovno« ter na govor Volodimirja Zelenskega »Brez tebe«.

## Zanimivosti
- V ukrajinskem prevodu romana Na Zahodu nič novega se »bavovna« oz. bombaž nanaša na močno obstreljevanje z artilerijo (nemško Kattun kriegen),[14] saj se je v proizvodnji eksploziva uporabljal nitrocelulozni bombaž.[15]

Але глухий звук ударів до нас не долітає. Він тоне в гармідері фронту. Качинський прислухається: цієї ночі буде бавовна. (slovensko: Toda dolgočasen zvok udarcev nas ne doseže. Utaplja se v vročini fronte. Kaczynski posluša: to noč bo bombaž.)— Erich Maria Remarque, На західньому фронті без змін, prevod Žozefina Burgardta, 1930, str. 28-29